# Van Gogh (film 1969)
Van Gogh è un film del 1969 diretto da Thomas Fantl e basato sulla vita del pittore olandese Vincent van Gogh.